# Etiopiens damlandslag i fotboll
Etiopiens damlandslag i fotboll representerar Etiopien i fotboll på damsidan. Dess förbund är Ethiopian Football Federation (Etiopiens fotbollsförbund).
Lagets främsta merit hittills är en fjärdeplats i Afrikanska mästerskapet i Sydafrika år 2004. Där blev det ändå förlust i bronsmatchen mot Ghana, med 5-6 efter straffläggning.